# 九頭見香里奈
九頭見 香里奈（くずみ かりな）は東京都出身のヴァイオリニスト。

## 経歴
6歳でヴァイオリンを始める。鈴木共子、大谷康子、原田幸一郎、徳永二男に師事。アイザック・スターン、ドロシー・ディレイの公開レッスンを受講。13歳で森正指揮・東京シティ・フィルハーモニック管弦楽団とサン＝サーンスのヴァイオリン協奏曲第3番を共演。
東京芸術大学音楽学部附属音楽高等学校を卒業後、安田生命クオリティオブライフ文化財団の奨学生として渡欧。リューベック音楽大学、ケルン音楽大学にてザハール・ブロンに師事。1988年全日本学生音楽コンクール東京大会第1位、1997年ヨーゼフ・シゲティ国際ヴァイオリンコンクール第3位、1998年ブラームス国際音楽コンクール第3位入賞。1997年-1998年文化庁派遣芸術家在外研修員。
東京シティ・フィルハーモニック管弦楽団、ブダペスト交響楽団、ヨーロッパ室内管弦楽団、シュトゥットガルト・フィルハーモニー管弦楽団などと共演の他、室内楽の分野でも活躍。
2001年シュトゥットガルト・フィルハーモニー管弦楽団のコンサートマスターに就任、ドイツを中心に演奏活動を行っている。